# الشهاونة (راس العين)
الشهاونة هي إحدى مشيخات المملكة المغربية، تتبع جغرافيا لإقليم اليوسفية وإداريًا لراس العين. يقدر عدد سكانها بـ 4829 نسمة حسب الإحصاء الرسمي للسكان والسكنى لسنة 2004.